# Meldric Daluz
Meldric Daluz   (Calcuta, 1 de febrer de 1921 - Harrow, 2 d'agost de 2011) va ser un jugador d'hoquei sobre herba indi que va competir durant la dècada de 1950.
El 1952 va prendre part en els Jocs Olímpics de Hèlsinki, on guanyà la medalla d'or en la competició d'hoquei sobre herba.